# José Manuel Suárez Rivas
José Manuel Suárez Rivas (ur. 18 lutego 1974 roku w Sietes) – hiszpański piłkarz, grający od 2008 roku w CD Lealtad na pozycji obrońcy. Jest wychowankiem Realu Oviedo. Następnie występował w Valencii CF, Racingu Santander, Deportivo Alavés, Realu Murcia, angielskim Watfordzie i Numancii.